# Steen Steensen Blicher

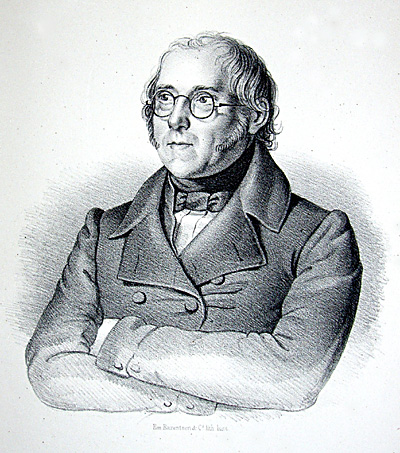
Steen Steensen Blicher

Steen Steensen Blicher (* 11. Oktober 1782 in Vium; † 26. März 1848 in Spentrup) war ein evangelisch-lutherischer Pfarrer und dänischer Schriftsteller.

## Leben
Blicher stammte aus Jütland und war der Sohn eines evangelischen Pfarrers. 1796 besuchte er das Gymnasium in Randers und legte 1799 die Abiturprüfung ab. Während seiner Gymnasialzeit erkrankte seine Mutter an einer Geisteskrankheit. Dieses Ereignis prägte ihn tief. 1801 wurde er zunächst Hauslehrer in Holgershåb auf der Insel Falster. Ab 1803 studierte er in Kopenhagen und legte 1809 sein theologisches Examen ab.

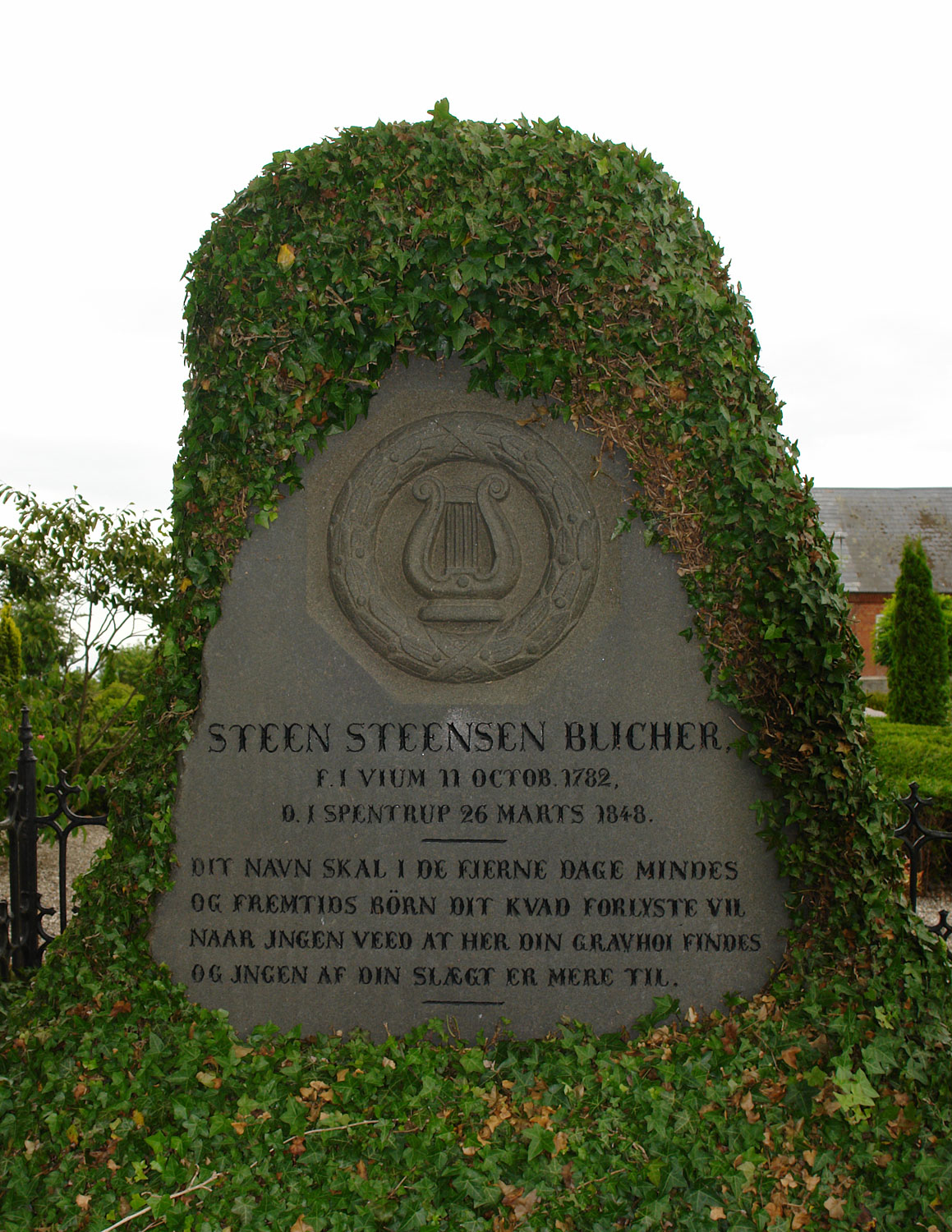
Grabstein auf dem Friedhof in Spentrup

1810 wurde er Lehrer an der Lateinschule in Randers, gab aber 1811 das Lehramt auf. Am 11. Juni 1810 heiratete er; der Ehe entsprossen 10 Kinder, sie war aber unglücklich. Außerdem kämpfte er zeitlebens mit finanziellen Problemen, die auch durch die Pfarrstelle in Thorning in Mitteljütland, die er von 1819 bis 1825 ausfüllte, nicht behoben wurden. 1825 wurde er Pfarrer in Spentrup bei Randers und blieb es bis zu seinem Tod 1848. Die wirtschaftlich prekäre Situation eines Landpfarrers, der ständig von Nebenarbeiten abgelenkt war, um die wachsende Familie zu versorgen, mag dazu beigetragen haben, dass Blicher „nie ein guter Pfarrer geworden [ist], eher einer, der dazu neigte, seine Gemeinde geistlich zu vernachlässigen, um stattdessen Anstrengungen zu unternehmen, ihr aus dem wirtschaftlichen Elend herauszuhelfen“. Im aufklärerischen Geiste versuchte er, im armen jütländischen Norden Fortschritte in der Bewirtschaftung des Bodens, etwa die Förderung des Flachsanbaus und die Wiederaufforstung der Heidegebiete, zu bewirken, und trat für die Bauernbefreiung in Dänemark ein.
Im Geiste seiner Zeit war Blicher liberal und national orientiert. Zweimal griff er von seinen dörflichen Pfarrstellen aus in die dänische Innenpolitik ein. Im Mai 1813 brach in Dänemark die „literarische Judenfehde“ aus, ein kurzer, aber heftiger Streit um die Frage der rechtlichen Gleichberechtigung der in Dänemark lebenden Juden. Blicher war neben Jens Immanuel Baggesen einer der beiden entschiedenen Verteidiger der Emanzipation der Juden. Der Streit wurde im März 1814 durch ein königliches Edikt beendet, das die Juden in Dänemark rechtlich den nichtjüdischen Dänen gleichstellte.
1839–44 organisierte Steen Blicher Freiluftversammlungen auf dem Himmelberg. Das Himmelbergfest nach dem Vorbild des deutschen Hambacher Festes vom Mai 1832 sollte als nationale Feier die Dänen versammeln, um ihr Dänentum zu stärken und auszudrücken.
1845 erlitt Blicher einen Nervenzusammenbruch, er trat 1847 in den Ruhestand und starb am 26. März 1848 in Spentrup. Er wurde auf dem Spentruper Kirchhof begraben.

## Werke
Blicher begann als Lyriker und übersetzte 1807/1809 den Ossian ins Dänische. Seine besondere Wirkung entfaltete er aber mit seinen über 100 Erzählungen, die in Jütland spielen. Blicher hat auch historisch-topographische Arbeiten über seine Heimat veröffentlicht, die den Hintergrund für die Erzählungen abgeben.
- Der Himmelberg, Erzählungen (Der Himmelberg, Die Räuberstube, Der Strumpfkrämer, Tagebuch eines Dorfküsters, Der Pfarrer von Veilby, Spätes Erwachen, Der Schütze von Aunsbjerg, Die drei heiligen Abende, Ach! wie verändert!, Peer Spillemands Reise zum Parnass, Peer Spillemands Schiffsjournal, Keltringleben) aus dem Dänischen übertragen von Inger und Walter Methlagl. Libelle Verlag, 2007.
- Brudstykker af en Landsbydegns Dagbog, Novelle 1824 (dt. Damals in Tjele 1948), Verfilmung: Dänemark 1974 (Regie: K. Rifbjerg / J. Cornell); (deutsche Neuausgabe: Bruchstücke aus dem Tagebuch eines Landküsters, übersetzt und herausgegeben von Walter Boehlich. Friedenauer Presse, Berlin 1993, ISBN 3-921592-81-X )
- Røverstuen, Novelle 1827 (dt. Die Räuberhöhle, 1849)
- Præsten i Vejlbye, Eine Kriminalgeschichte 1829 (dt. Der Pfarrer von Veilby, o. J. vor 1833), Verfilmung: Dänemark 1920 (Regie: A. Blom); Dänemark 1931 (Regie: G. Schneevoigt); Dänemark 1960 (Regie: P. Kjærulff-Schmidt)
- Telse. Fortælling fra Ditmarskerkrigen, Novelle 1829 (dt. Telse, 1838; niederdt. Nacherzählung von Friedrich Pauly, 1929)
- De tre Helligaftener, Novelle 1840 (dt. Die drei heiligen Abende. Eine jütländische Räubergeschichte, 1849)
- E Bindstouw, Fortællinger og Digte i jydske Mundarter, Erzählungen 1842 (Hrsg. von Peter Skautrup 1942, mit Übersetzung und Kommentar)